# مولع بفاجنر
مولع بفاجنر (بالإنجليزية: The Perfect Wagnerite)‏ هي مقالة كتبها جورج برنارد شو حول خاتم النيبلنغ (أو الرباعية) للمؤلف الموسيقي ريتشارد فاغنر، ونُشرت في عام 1898.

## الأطروحة

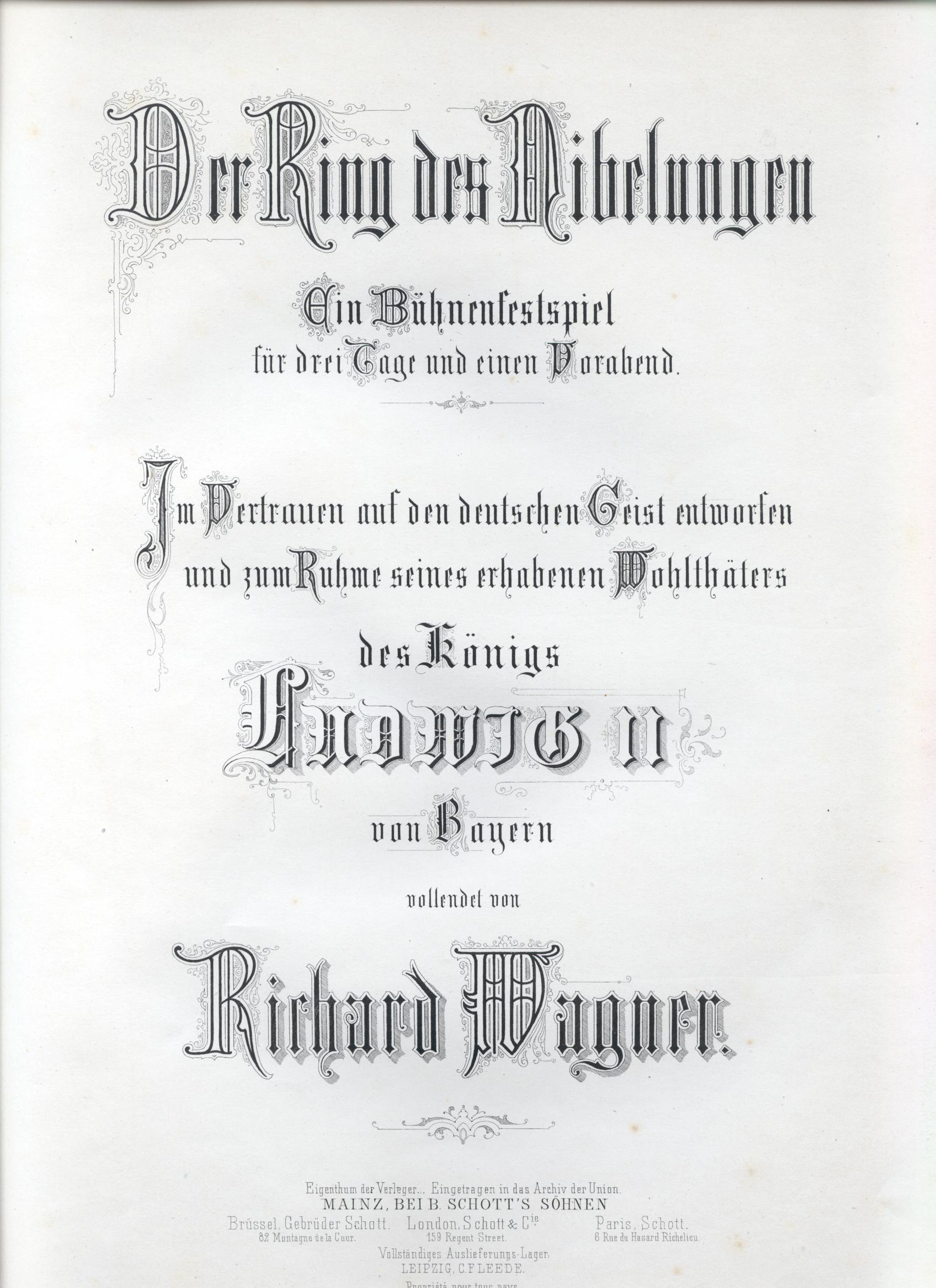
صفحة عنوان ليبريتو خاتم النيبلنغ (1876)

كانت المهارات الموسيقية للمؤلف جورج برنارد شو (1856-1950) ملحوظة. فقد عمل شو ناقدًا موسيقيًا تحت الاسم المستعار الإيطالي "كورنو دي باسيتو" (Corno di Bassetto)  في صحيفة بال مال جازيت من عام 1886 إلى 1889؛ وفي ذا ستار من 1888 إلى 1890؛ كما كتب حتى عام 1894 بعضًا من أعمق الانتقادات الموسيقية في ذلك الوقت في مجلة العالم . وقد نشر شو العديد من انتقاداته الموسيقية بنفسه في عام [] .
في كتابه مولع بفاجنر، يتناول شو، بالإضافة إلى تحليل النوتات الموسيقية ونصوص الأوبرا التي تشكل الرباعية، المعنى الاجتماعي والفلسفي لعمل فاغنر. في البداية، يقدم شو عرضًا واسعًا للأوبرات الأربع التي تشكل الرباعية (ذهب الراين، وفالكيري، وسيغفريد، وغسق الآلهة)، موضحًا لكل منها نشأتها ومعناها الفلسفي والاجتماعي وقيمتها الموسيقية. تم تأليف الرباعية على مدى فترة طويلة جدًا: 26 عامًا. عندما كان فاغنر يؤلف ذهب الراين ([]) "أكد على مبدأ ثورة دريسدن الاشتراكية: إدانة المجتمع الرأسمالي في ذلك الوقت" ؛ ولكن في عام []، وهو العام الذي أبدع فيه فاغنر غسق الآلهة، كان قد تقبل بالفعل فشل أفكاره الشابة. من وجهة نظر موسيقية، من خلال البناء على اللحن الدال بدلاً من الأنماط المترية، وصل فاغنر إلى ذروة المدرسة الموسيقية الدرامية في القرن التاسع عشر؛ علاوة على ذلك، بما أنه كان أيضًا الشاعر الدرامي (كاتب الليبريتو) لعمله، يُلاحظ في عمل فاغنر التطابق التام بين الشكل والمحتوى . في الفصول الأخيرة من الكتاب، يستعرض شو الملحنين المعاصرين ما بعد فاغنر، وعروض الرباعية ومؤديها.

## الفهرس
- مقدمة
- مقدمة الطبعة الرابعة
- مقدمة الطبعة الثالثة
- مقدمة الطبعة الثانية
- مقدمة الطبعة الأولى
- تشجيعات أولية
- ذهب الراين
- فاغنر الثوري
- فالكيري
- سيغفريد
- سيغفريد البروتستانتي
- غسق الآلهة
- لماذا غير فاغنر رأيه
- شرح المؤلف
- موسيقى الخاتم
- الموسيقى القديمة والموسيقى الجديدة
- القرن التاسع عشر
- موسيقى المستقبل
- بايرويت

## الطبعات
- George Bernard Shaw, The Perfect Wagnerite: a commentary on The ring of the Niblungs, London: Grant Richards, 1898
- Il wagneriano perfetto: commento critico all'"Anello del Nibelungo"; ترجمة تيتو ديامبرا وتشيزاري كاستيلي من آخر طبعة إنجليزية لعام 1923، ميلانو: سونزونيو، 1924
- Il wagneriano perfetto، مجموعة مكتبة الثقافة الموسيقية - وثائق ومقالات رقم 5، تورينو: EDT، 1997، ISBN 88-7063-015-3 (كتب جوجل (جزئي))